# 武爾湖
53°13′17″N 13°17′37″E / 53.221331°N 13.293644°E

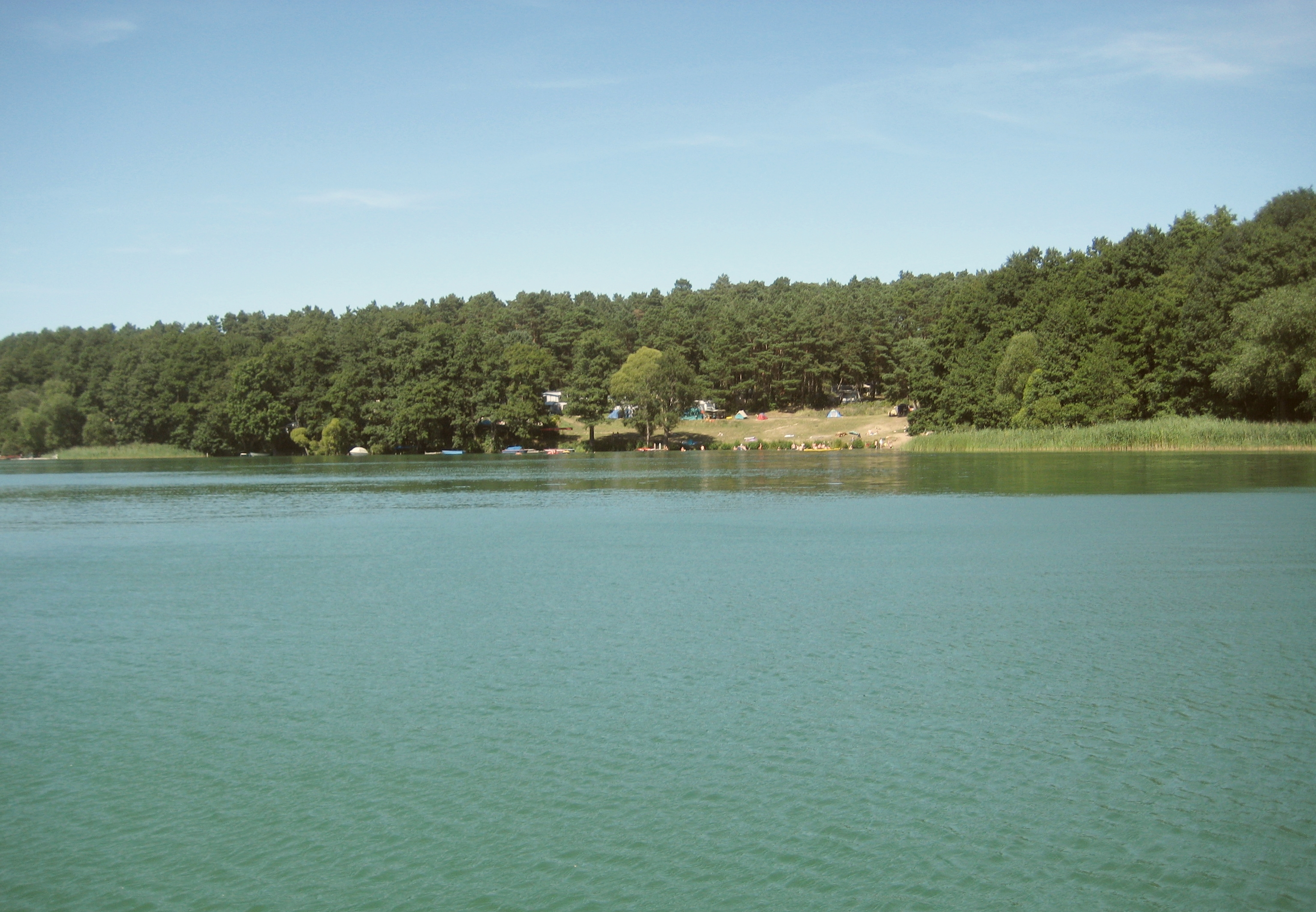

武爾湖（德語：Wurlsee），是德國的湖泊，位於該國西南部，由勃蘭登堡州負責管轄，處於烏克馬克縣，面積0.95平方公里，海拔高度53米，最大水深28米，水體容量1,173萬立方米。